# William G. Laidlaw

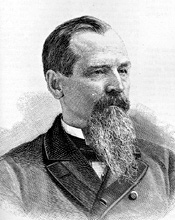
William G. Laidlaw

William Grant Laidlaw (* 1. Januar 1840 in Roxburghshire, Schottland; † 19. August 1908 in Ellicottville, New York) war ein schottisch-amerikanischer Politiker. Zwischen 1887 und 1891 vertrat er den Bundesstaat New York im US-Repräsentantenhaus.

## Werdegang
Im Jahr 1852 kam William Laidlaw mit seinen Eltern aus seiner schottischen Heimat nach Franklinville im Bundesstaat New York. Er besuchte die öffentlichen Schulen seiner neuen Heimat und die Ten Broek Free Academy. Während des Bürgerkrieges diente er zwei Jahre lang in der US Navy. Nach einem Jurastudium und seiner 1866 erfolgten Zulassung als Rechtsanwalt begann er in diesem Beruf zu arbeiten. Zwischen 1867 und 1870 war er Leiter des ersten Distrikts im Cattaraugus County. Im Jahr 1870 zog er nach Ellicottville. Von 1871 bis 1877 arbeitete er als Assessor für die Steuerbehörde des 31. Steuerbezirks seines Staates. Zwischen 1877 und 1883 amtierte er als Bezirksstaatsanwalt im Cattaraugus County.
Politisch wurde Laidlaw Mitglied der Republikanischen Partei. Bei den Kongresswahlen des Jahres 1886 wurde er im 34. Wahlbezirk von New York in das US-Repräsentantenhaus in Washington, D.C. gewählt, wo er am 4. März 1887 die Nachfolge von Walter L. Sessions antrat. Nach einer Wiederwahl konnte er bis zum 3. März 1891 zwei Legislaturperioden im Kongress absolvieren. Ab 1889 war er Vorsitzender des Committee on Claims.
Nach dem Ende seiner Zeit im US-Repräsentantenhaus praktizierte William Laidlaw wieder als Anwalt. Er starb am 19. August 1908 in Ellicottville, wo er auch beigesetzt wurde.